# Акутни скротум
Акутни скротум  клинички је синдром који се манифестује акутним болним отоком скротума или мошница, који најчешће прате и општи симптоми. Појам акутни скротум уведен је као аналогија појму акутни абдомен, за означавање стања у скротуму која захтевају непосредну хируршку интервенцију.
Акутни скротум могу узроковати бројни етиолошки фактори, међу којима су најчешћа следећа патолошка стања: исхемија (торзија тестиса, торзија апендикса тестиса или епидидимиса), траума (руптура тестиса, интратестикуларни хематом, контузија тестиса, хематоцела), инфекције (акутни епидидимитис, акутни епдидимоорхитис, акутни орхитис), запаљењска стања (Хенох-Шонлајнова пурпура, масна некроза), кила (инкарцерирана ингвинална кила са тестикуларном исхемијом или без ње), акутна или хронична стања која могу довести до слике акутног скротума (сперматокела, хидрокела, тумори тестиса, варикоцела).
Мада диференцијална дијагноза акутног скротума укључује врло велики број болести, детаљна анамнеза узета од болесника или родбине ако се ради о детету, као и детаљан физикални преглед, ултразвук скроталне регије и лабораторијске анализе (квантитативни и квалитативни преглед мокраће и тестови крви), могу омогућити тачно дефинисање узрок који је довео до развоја акутног скротума и тиме олакшати избор најпогодније методе лечења.
Код већине болесника неопходна је хируршка експлорација, која није само терапијска већ и дијагностичка.

## Историја
Krahn и Moharrt, 1972. године први су увели појам „акутног скротума“, чиме су желели да укажу на озбиљност приступа различитим патолошким стањима у подручју скротума или мошница, а све у сврху што ургентнијег спасавања тестиса.
Накнадна истраживања показала су да је старост пацијента неважан фактор у дијагнози акутног скротума.

## Етиологија
Као најчешћи узроци настанка акутног скротума у литератури се наводе:
- Исхемија — у коју спада торзија тестиса, затим торзија апендикса тестиса и епидидимис
- Траума у подручју скротума — руптура тестиса, контузија тестиса, хематоцела, интратестикуларни хематом
- Инфекције — акутни епидидимитис, акутни епидидимоорхитис, акутни орхитис
- Упална стања — Хенок-Шонлајнова пурпура, масна некроза
- Акутна или хронична стања која могу довести до слике акутног скротума — хидрокела, варикокела, тумори тестиса итд.
- Хернија или кила — инкарцерирана (укљештена) ингвинална кила са тестикуларном исхемијом или без ње.

## Најчешћа акутна стања у скротуму
У најчешћа акутна стања у скротуму, која захтевају непосредну хируршку интервенцију спадају: повреде скротума и тестиса, торзија семене врпце, апсцес тестиса (епидидимиса), хематоцела, пиоцела, едем скротума, емфизем скротума, торзији тестикуларних апендикса.

### Повреде скротума и тестиса
Најчешће изоловане повреде скротума су
Лацерације
Лацерације скротума су мање повреде, поврђинске природе, са добром прогнозом, које може да буду уивена примарно, а ако су сасвим мале, могу да зарасту спонтано, без шава
Авулзије.
Авулзије скротума су повреде озбиљније природе. Примарни циљ код збрињавања ових повреда је да тестиси буду покривени кожом. Дакле, уколико постоји дефект коже скротума, тестиси морају да се покрију режњевима коже из околине.
Руптуре
Најчешћа повреда тестиса је руптура. Може бити инкомплетна, односно, само руптура тунике албугинеа. Веома тешка (комплетна) руптура тестиса уз деструкцију органа зове се конквасација.
Контузје
Контузије, које настају тупом механичком силом обично не захтевају оперативни третман изузев код „луксације тестиса“ - када се под дејством трауме тестис избаци из уобичајеног лежишта уз кидање туника.
Клиничка слика код трауме у подручју скротума може варирати од веома благе у облику едема или мање екстравазације крви, до врло тешке у смислу повреда већих крвних судова које доводе до инфаркта и атрофије тестиса.
Због добре васкуларизације и еластичности, скротум је захвалан за хируршко збрињавање.

### Индиректна ингвинална кила
У дечјем узрасту индиректна ингвинална кила или хернија код дечака развија из необлитерираног процесус вагиналис. У зависности од локализацији и величине захваћеног процесуса вагиналис може се развити мања или већа (све до скротума) индиректна кила. Код 40% новорођенчади процесус вагиналис је затворен током рођења, а у осталих 60% он се затва током прве године живота.
Код инкарцерације дете болно плаче, може повраћати, а код прегледа се открива бол на палпацију створене маса у ингвинуму која се код већих кила може протезати и до скротума па може имитирати клиничку слику акутног скротума.

### Торзија семене врпце
Торзија семене врпце је неонатални или екстрагенитални тип увртања семене врпце у којој се тестис ротира око своје уздужне осе ван својих овојница. Нормално, тестиси су везани за стране скротума, што спречава њихово увртање, међутим код неких особа (претежно код адолесцената), те везе нису присутне што омогућава тестисима да се уврћу.
Увртање семене врпце или фуникулуса сперматикуса, који доводи нерве и крвне судове до тестиса, по уздужној оси изазива потпун прекид васкуларизације тестиса, што резултује исхемијском некрозом, односно гангреном тестиса, уколико се не интервенише у првих чест часова после настанка торзије.
Спонтана санација премећаја је немогућа.

### Апсцес тестиса (епидидимиса)
Апсцес тестиса (епидидимиса) је релативно редак ограничени гнојни процес, који настаје као последица специфичне и неспецифичне инфекције епидидимиса, тестиса или трауме скротума. Како инфекција није локализована само у једном интраскроталном органу, многи аутори ово обољење називају акутни орхиепидидимитис или акутни епидидимоорхитис.

### Хидрокела
Хидрокела је назив који означава једнострано или обострано накупљање течности у овојницама тестиса или у семеноводу. У десет посто случајева хидрокела јео бострана.
Узроци хидрокеле су многобројни. Код деце је један од честих узрока је необлитерирана комуникација између трбушне дупље и скротума. Овај тип хидрокеле носи назива „комуницирајући тип хидрокеле“.
Што се тиче другог типа хидркеле (некомуницирајући тип), он настаје као последица неравнотеже између стварања, упијања и накупљања течности у овојницама тестиса. Неки од узрока овог типа хидрокеле су запаљењски процеси у подручју скротума и тестиса (епидимитис, орхитис), затим трауме тестиса, тумори тестиса итд.
Клиничком сликом хидрокеле доминира оток и осећај тежине у скротуму (мошницама) и препонама.

### Хематоцела
Хематоцела један је од облика акутног скротума кја настаје као последица накупњаље крви унутар скроталних овојница. У великом броју случајева, хематоцела је један од симптома или последица секундарних промена које прате повреде тестиса. Може да настане примарно, најчешће после тупе механичке повреде (контузије) у пределу скроталног региона, или секундарно, после инфекције тестиса, хеморагијског запаљења овојница, као и једна од компликација хидроцеле, услед поремећаја коагулације.
Приликом тешких повреда скротума, најчешће нанетих директним трауматизма, може доћи до трауматске лезије крвних судова тестиса и руптуре односно лацерације самог паренхима тестиса. Због профузног крварења јавља се појаве болног хематома унутар вагиналних овојница тестиса (хематоцела).

### Пиоцела
Пиоцела један је од облика акутног скротума који настаја као последица инфицирања (накупљања гноја) у већ постојећем патолошком интраскроталном садржају.
Пиоцела може настати као једна од компликација хидрокеле или хематоцеле, због накнадне колонизације бактеријама и њиховог преласка у гнојни процес - пиоцелу. Ретко се јавља ка примарна болест.

### Едем скротума
Идиопатски едем скротума обично јавља у дечака између треће и девете године живота. Манифестује се црвенилом и отоком скротума. Палпацију тестиса и епидидимиса обично није могуће спровести због јаког едема (отока). Будући да је алергија етиолошки фактор у настанку идиопатског едема скротума у терапији се могу дати и антихистаминици. Едем обично нестаје јако брзо и не захтева велике напоре уролога у решавању овог стања.

### Емфизем скротума
Емфизем скротума или пнеумоскротум једна је од ретких секундарних промена, које са карактеришу продором ваздуха у поткожно ткиво скротума (мошница). Иако је сам по себи пнеумоскротум бенигна болест, процес који је довео до накупљања ваздуха у скротум мора у потпуности бити разјашњен, јер је терапија увек усмерене ка отклањању примарног узрока.)

### Торзија тестикуларних апендикса
Торзији тестикуларних апендикса је увртање, око своје петељке, малих продужетака у облику полипа (педункулираних или сесилних) који се могу јавити на горњим половима епидидимиса и тестис.
Њиховим увртањем настаје прекид циркулације. Тада настаје клиничка слика која је скоро истоветна са клиничком сликом торзије семене врпце.